# Linia kolejowa nr 555
Ten artykuł dotyczy przyszłego wydarzenia. Informacje w nim zawarte mogą się zmienić wraz z pojawieniem się nowych faktów, a początkowe doniesienia mogą być niepewne. Ostatnie aktualizacje tego artykułu mogą nie odzwierciedlać najbardziej aktualnych informacji.
Linia kolejowa nr 555 – projektowana linia kolejowa w Poznaniu, łącząca stacje Poznań Wschód i Poznań Główny. Za budowę odpowiedzialne jest Centrum Realizacji Inwestycji Region Zachodni. Linia umożliwi oddzielenie ruchu dalekobieżnego, regionalnego i międzywojewódzkiego.